# Jamno
Jamno je pobřežní jezero v Západopomořanském vojvodství na Słowińském pobřeží v Polsku. Má rozlohu 22,4 km² a je 10 km dlouhé a 1 až 3,5 km široké. Dosahuje maximální hloubky 3,9 m.

## Pobřeží
Jezero vzniklo z bývalé mořské zátoky a od Baltského moře je oddělené kosou.

## Vodní režim
Do jezera ústí několik říček (např. Dzierżęcinka, Unieść). Voda odtéká průtokem Jamieński Nurt, který se nachází ve vzdálenosti asi 2 km od vesnice Unieście, do Baltského moře.

## Využití
Využívá se k rybolovu (cejn, candát) a jachtingu. Na pobřeží leží vesnice Łazy, Mielno, Osieki, Unieście.